# Europamästerskapen i rodel 2024
Europamästerskapen i rodel 2024 hölls mellan den 13 och 14 januari 2024 på Olympia Eiskanal i Igls i Österrike. Det var den 55:e upplagan av europamästerskapen i rodel och samtidigt den fjärde tävlingen i världscupen 2023/2024. Det tävlades i fem grenar: herrsingel, damsingel, herrdubbel, damdubbel och lagstafett.

## Arrangör

Ruttkarta över banan

Sommaren 2023 meddelade International Luge Federation (FIL) att det 55:e europamästerskapet i rodel skulle äga rum på Olympia Eiskanal i Igls. Den olympiska banan 1964 har varit en vanlig plats för världscuper i rodel i flera år och valdes även till platsen för världsmästerskapet 2027 vid FIL:s årliga kongress 2023. 

## Regerande mästare
I den senaste upplagan av Europamästerskapen i rodel 2023 som hölls i Sigulda i Lettland tog Anna Berreiter guld i damsingel, Max Langenhan guld i herrsingel, Andrea Vötter och Marion Oberhofer guld i damdubbel, Tobias Wendl och Tobias Arlt guld i herrdubbel samt Lettland i lagstafetten vars lag bestod av Elīna Ieva Vītola, Kristers Aparjods, Mārtiņš Bots och Roberts Plūme.

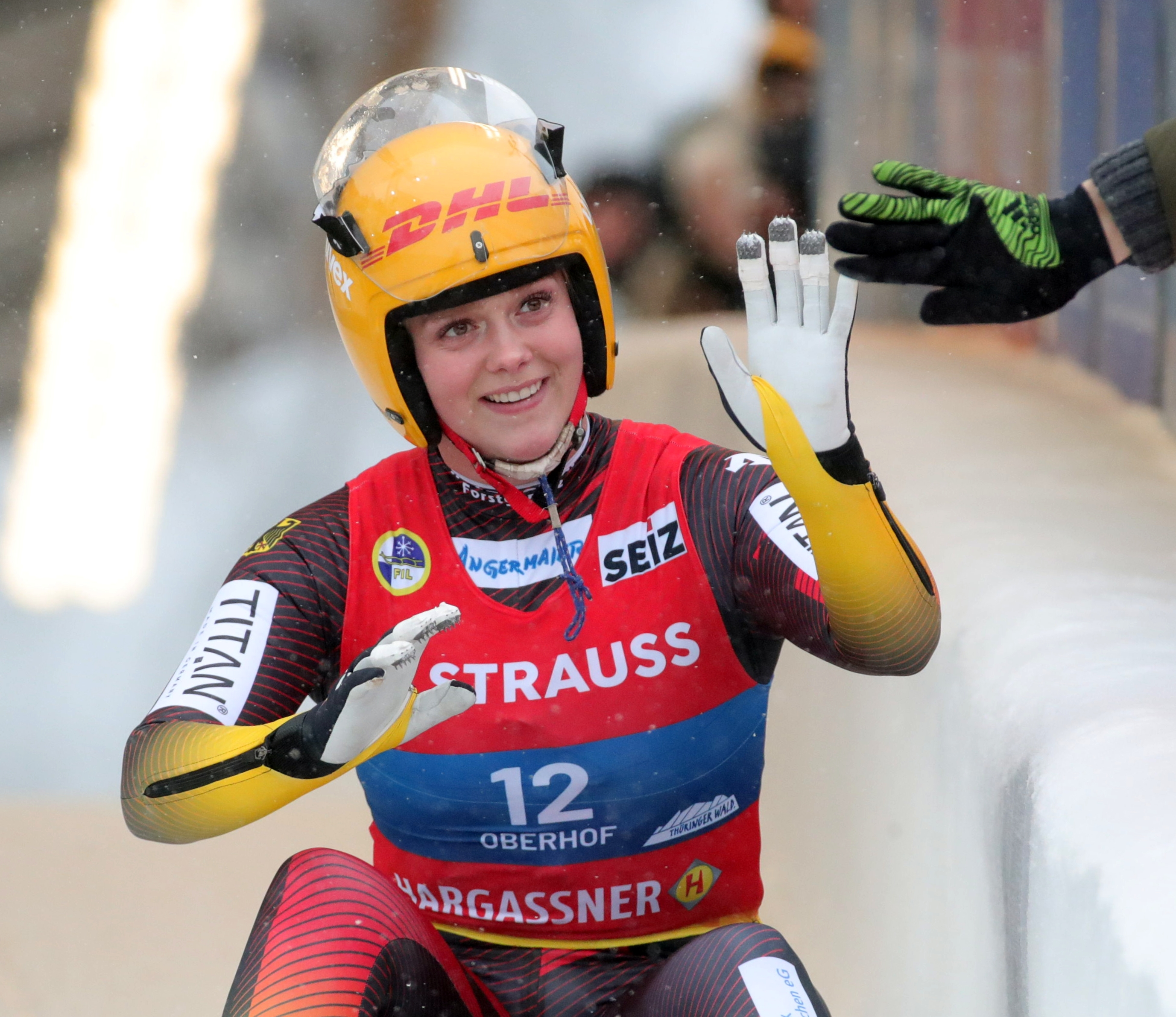
Anna Berreiter
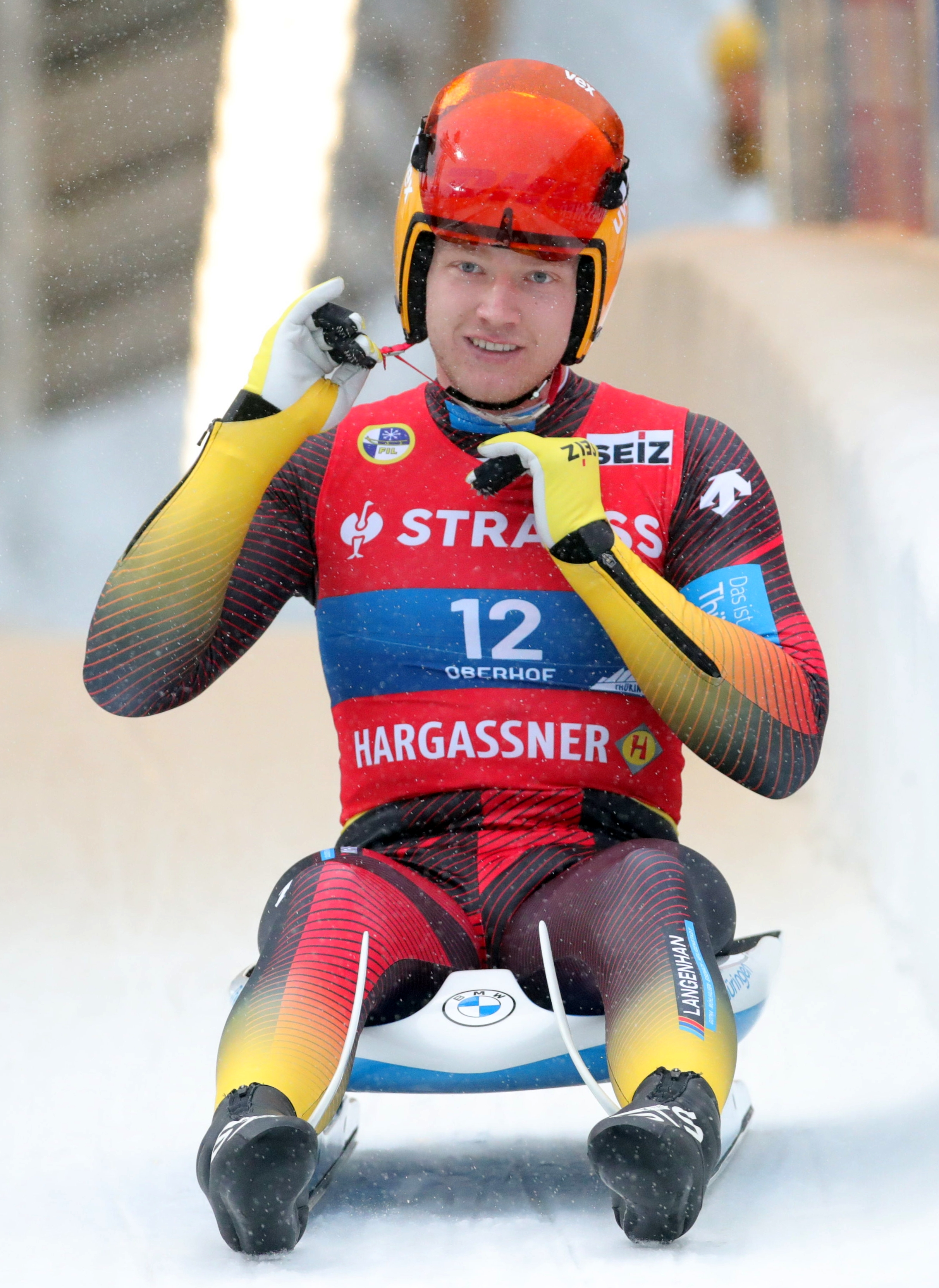
Max Langenhan
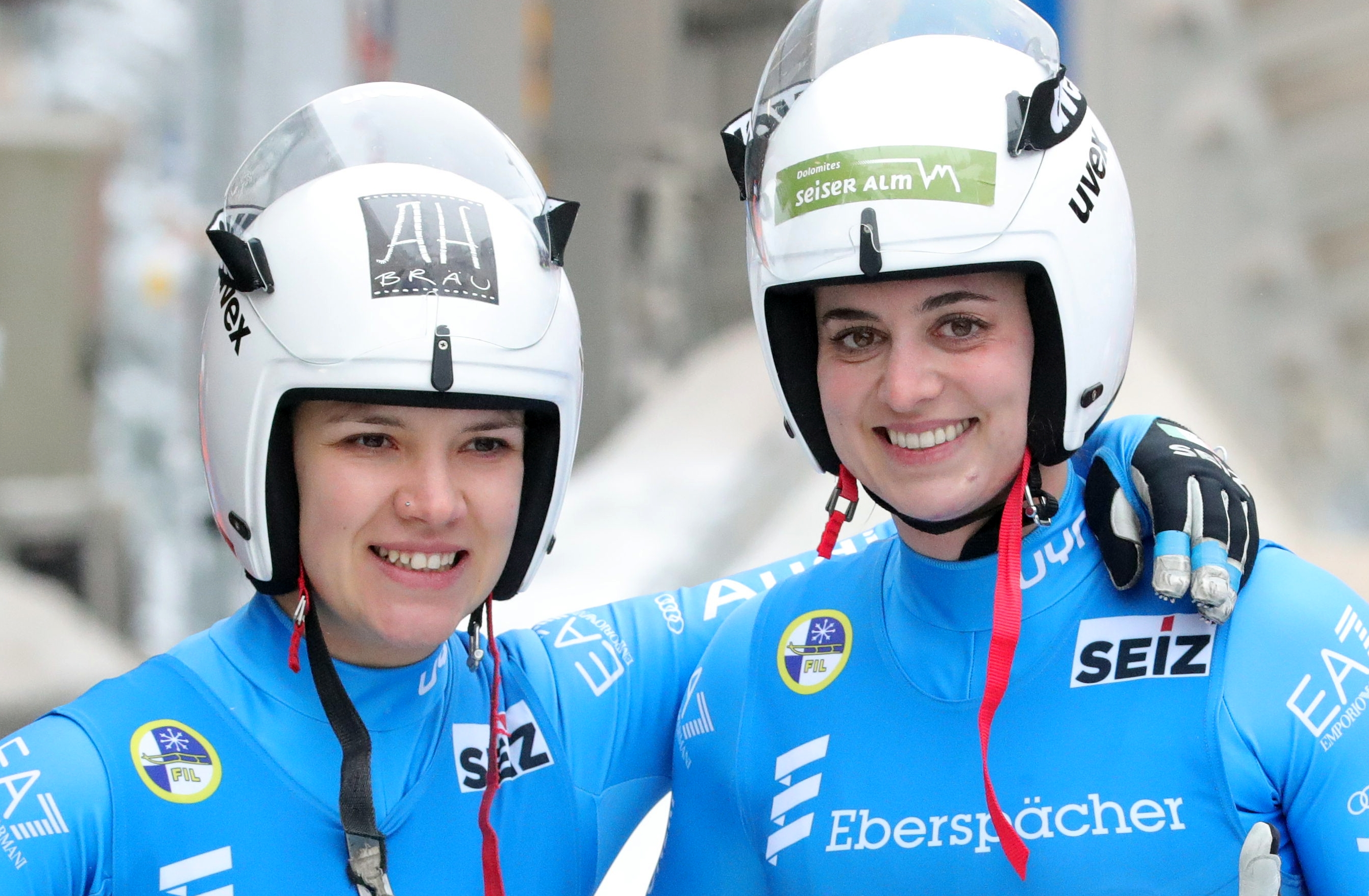
Marion Oberhofer och Andrea Vötter
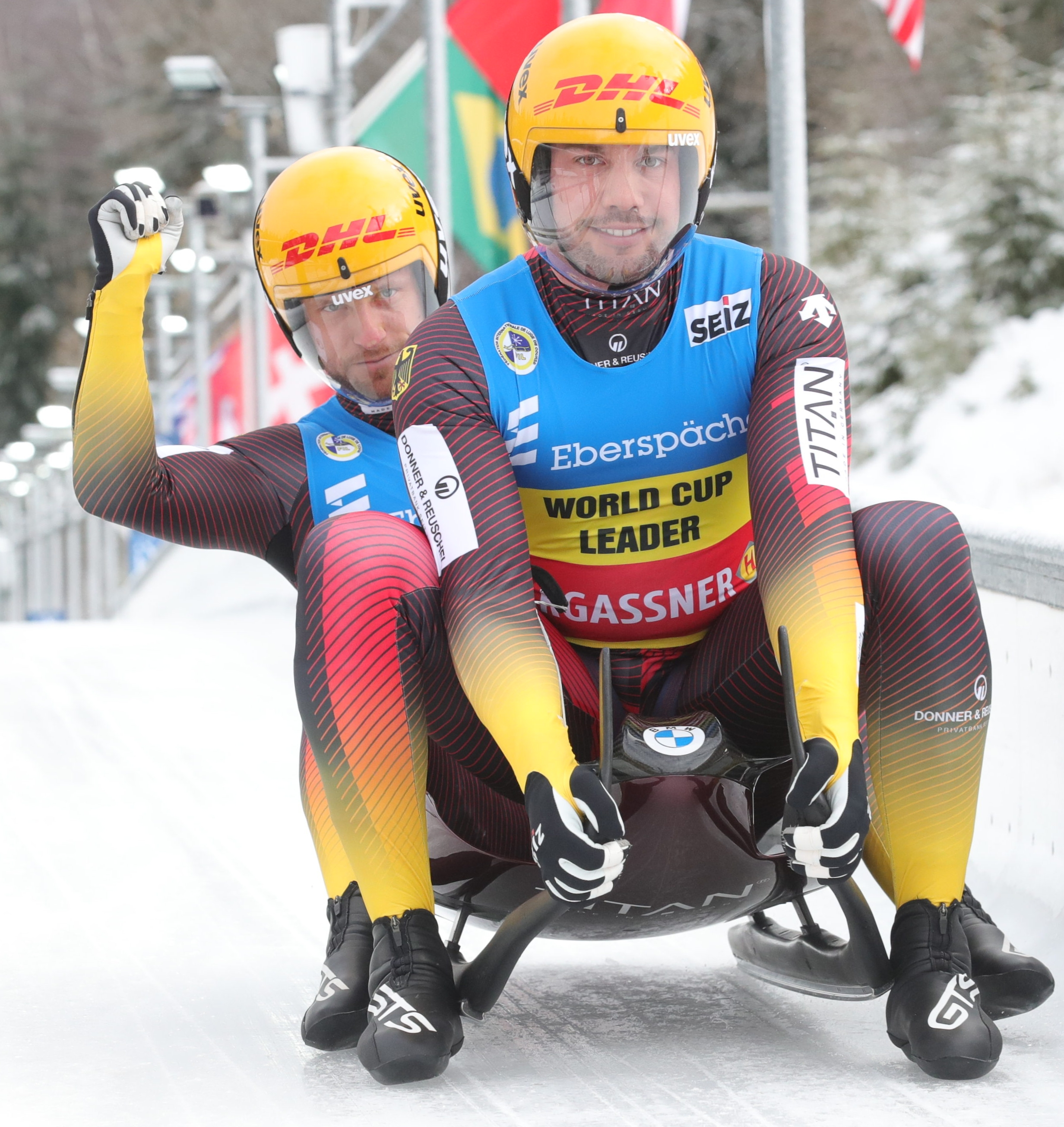
Tobias Wendl och Tobias Arlt
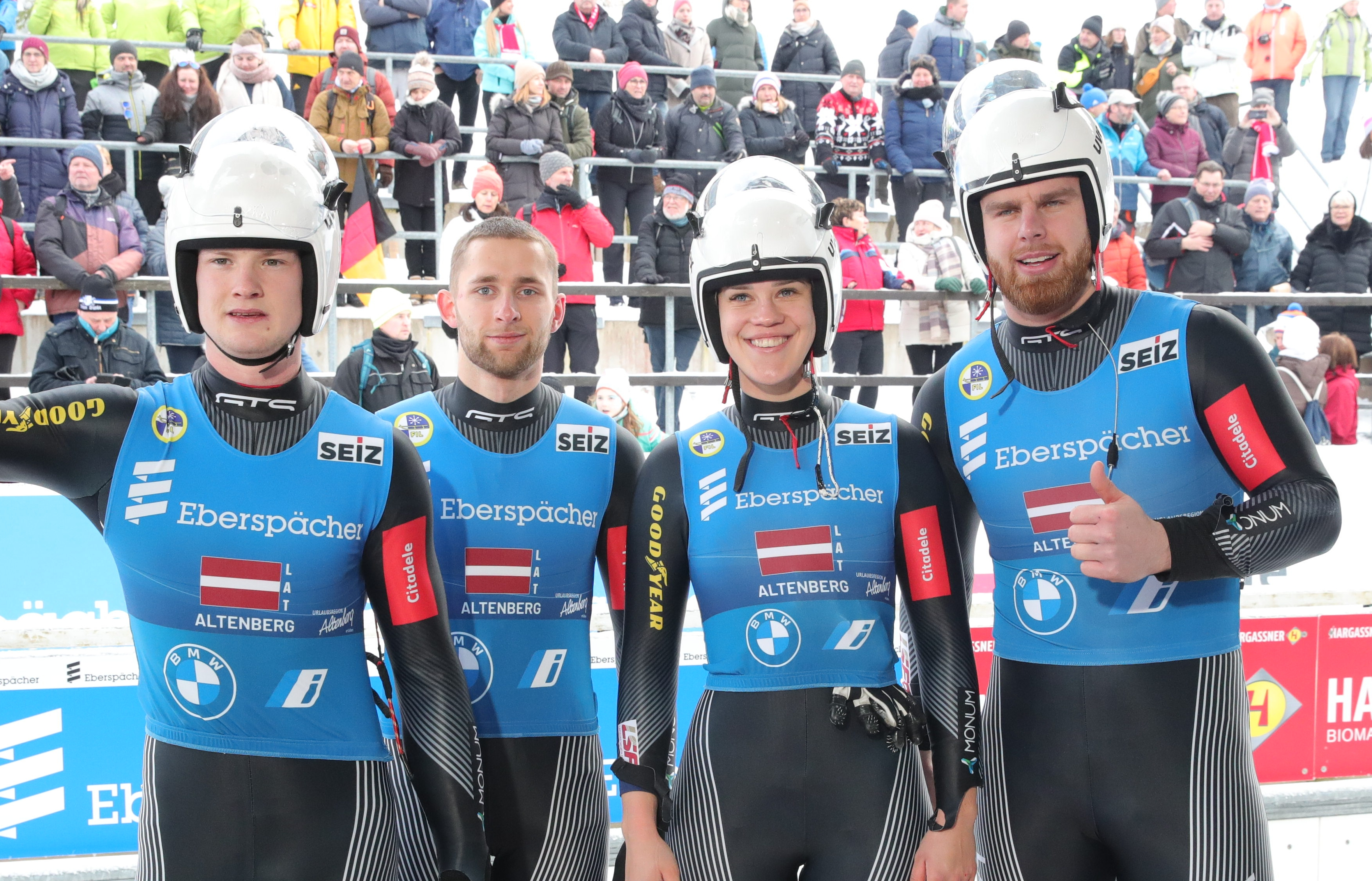
Mārtiņš Bots, Roberts Plūme, Elīna Ieva Vītola och Kristers Aparjods

## Resultat

### Damsingel

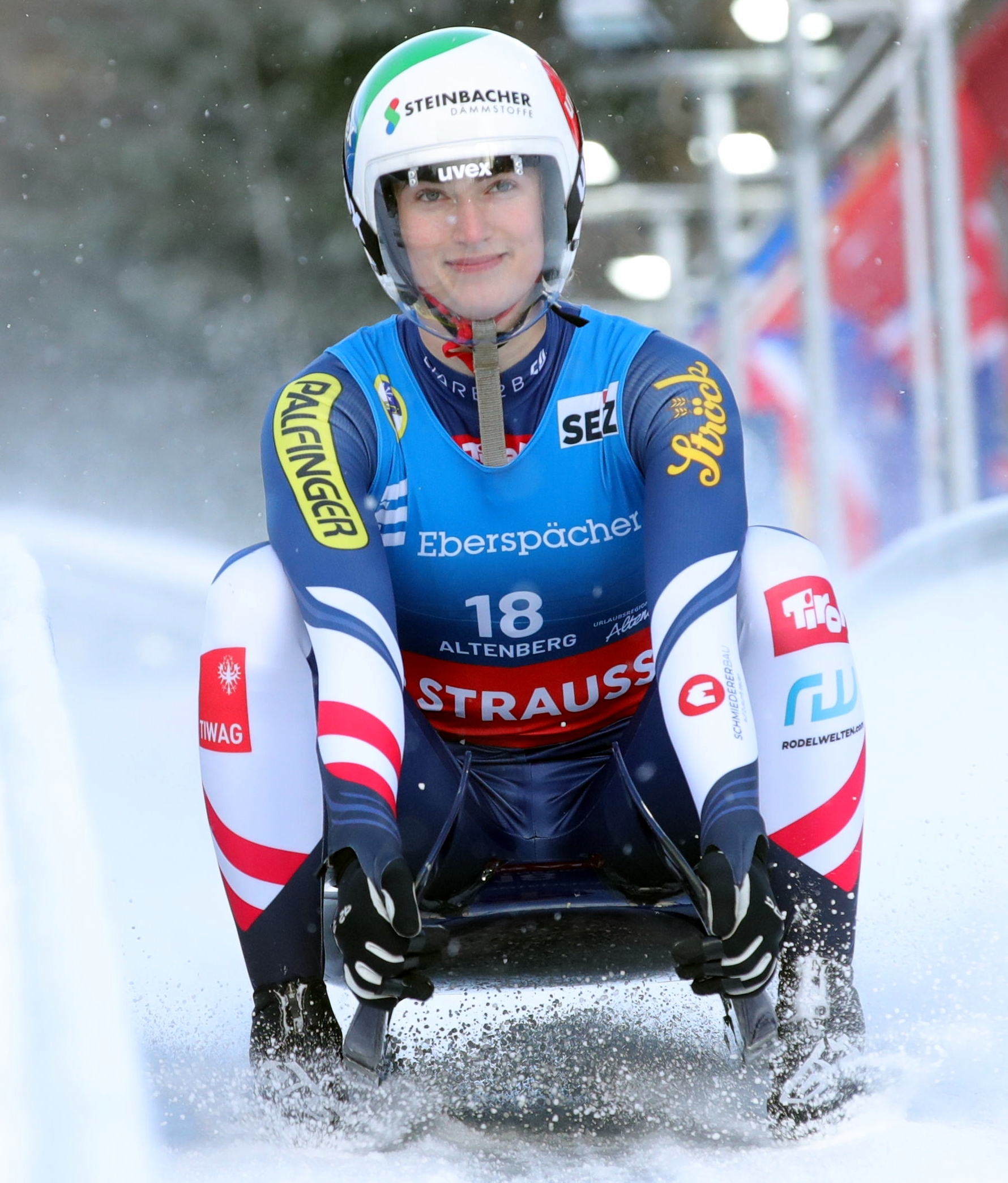
Madeleine Egle, Europamästare

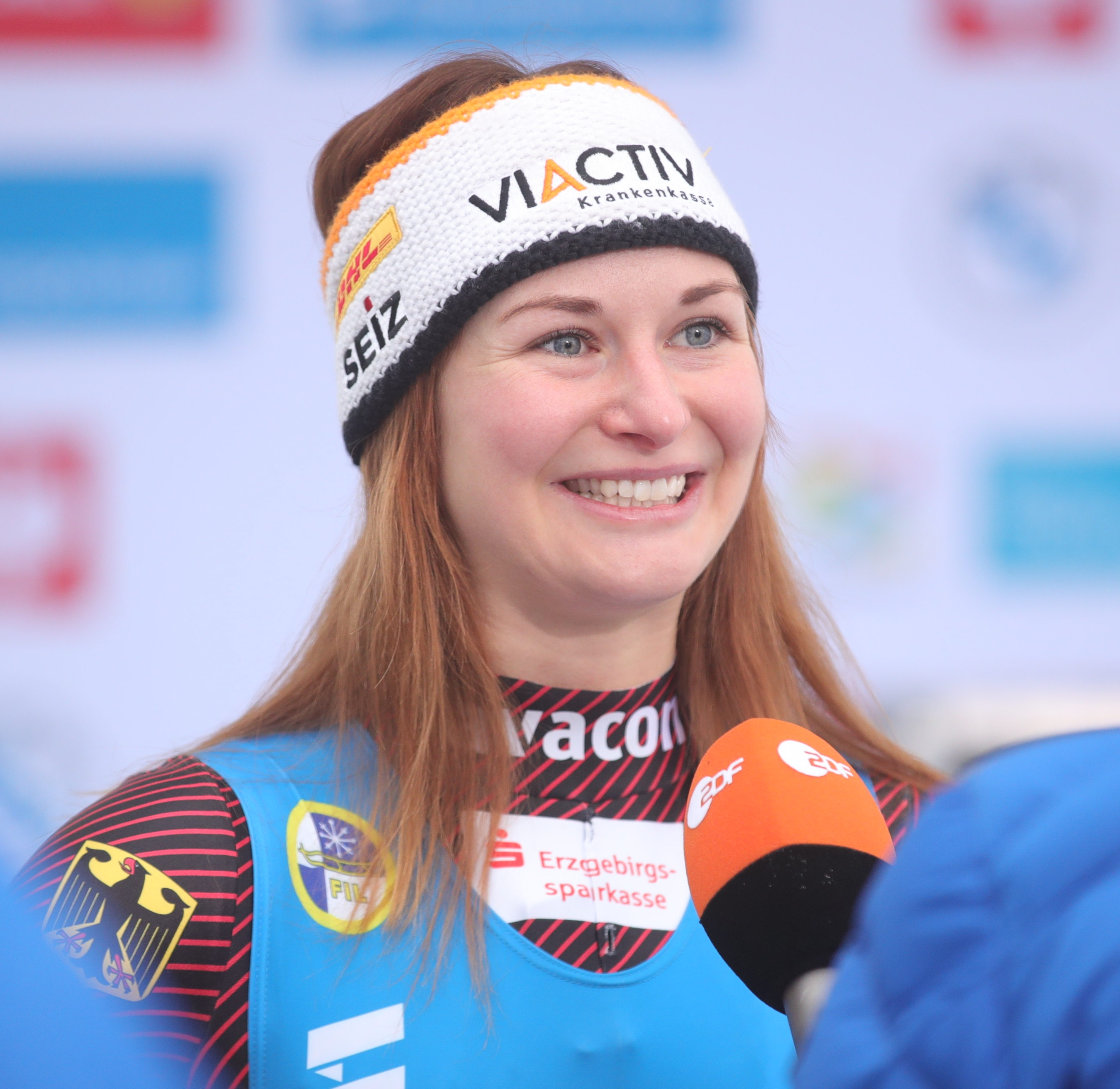
Julia Taubitz, silvermedaljör

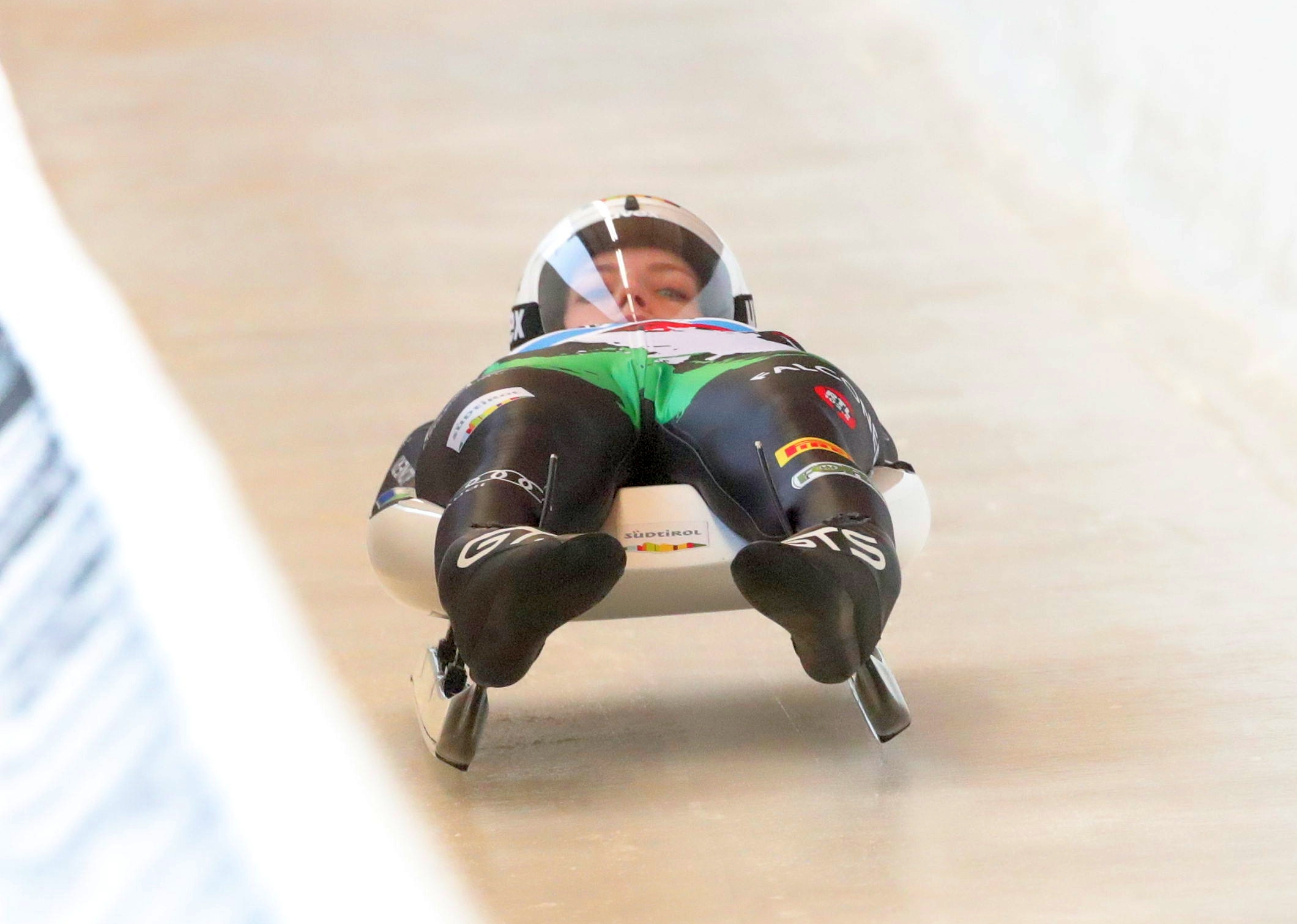
Verena Hofer, U23-Europamästare

| Placering | Idrottare                   | Åktider           | Totalt       |
| --------- | --------------------------- | ----------------- | ------------ |
| 01        | Madeleine Egle              | 39,599 s 39,601 s | 1.19,200 min |
| 02        | Julia Taubitz               | 39,622 s 39,602 s | 1:+0,024 s   |
| 03        | Anna Berreiter              | 39,747 s 39,692 s | 1:+0,239 s   |
| 04        | Lisa Schulte                | 39,755 s 39,738 s | 1:+0,293 s   |
| 05        | Elīna Ieva Vītola           | 39,785 s 39,901 s | 1:+0,486 s   |
| 06        | Verena Hofer (U23)          | 39,892 s 39,863 s | 1:+0,555 s   |
| 07        | Hannah Prock                | 39,936 s 39,907 s | 1:+0,643 s   |
| 08        | Kendija Aparjode            | 39,942 s 39,936 s | 1:+0,678 s   |
| 09        | Natalie Maag                | 40,048 s 39,880 s | 1:+0,728 s   |
| 10        | Sandra Robatscher           | 40,054 s 39,884 s | 1:+0,738 s   |
| 11        | Merle Fräbel (U23)          | 39,935 s 40,008 s | 1:+0,743 s   |
| 12        | Sigita Bērziņa              | 39,969 s 39,978 s | 1:+0,747 s   |
| 13        | Melina Fischer (U23)        | 40,019 s 39,975 s | 1:+0,794 s   |
| 14        | Nina Zöggeler (U23)         | 40,022 s 40,068 s | 1:+0,890 s   |
| 15        | Barbara Allmaier (U23)      | 40,028 s 40,070 s | 1:+0,898 s   |
| 16        | Zane Kaluma (U23)           | 40,176 s 40,102 s | 1:+1,078 s   |
| 17        | Tove Kohala (U23)           | 40,366 s 40,220 s | 1:+1,386 s   |
| 18        | Annalena Huber (U23)        | 40,332 s 40,382 s | 1:+1,514 s   |
| 19        | Ioana-Corina Buzatoiu (U23) | 40,627 s 40,242 s | 1:+1,669 s   |
| 20        | Anna Shkret (U23)           | 40,598 s 40,578 s | 1:+1,976 s   |
| 21        | Tereza Nosková              |                   |              |
| 22        | Olena Stetskiv              |                   |              |
| 23        | Anna Čežíková (U23)         |                   |              |
| 24        | Julianna Tunytska (U23)     |                   |              |
| 25        | Klaudia Domaradzka          |                   |              |
| 26        | Lucie Jansová (U23)         |                   |              |
| 27        | Elsa Desmond                |                   |              |

### Herrsingel

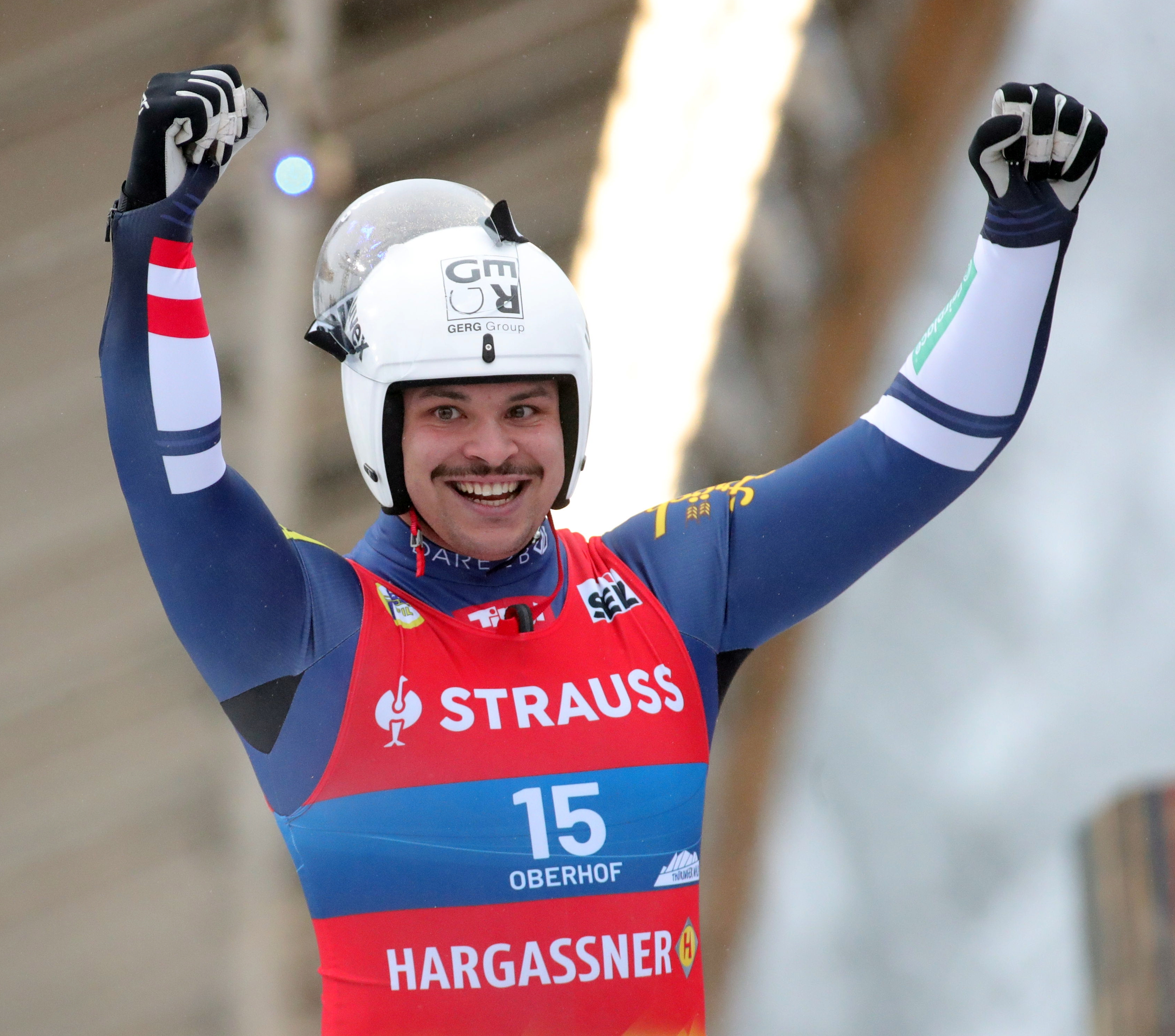
Jonas Müller, Europamästare

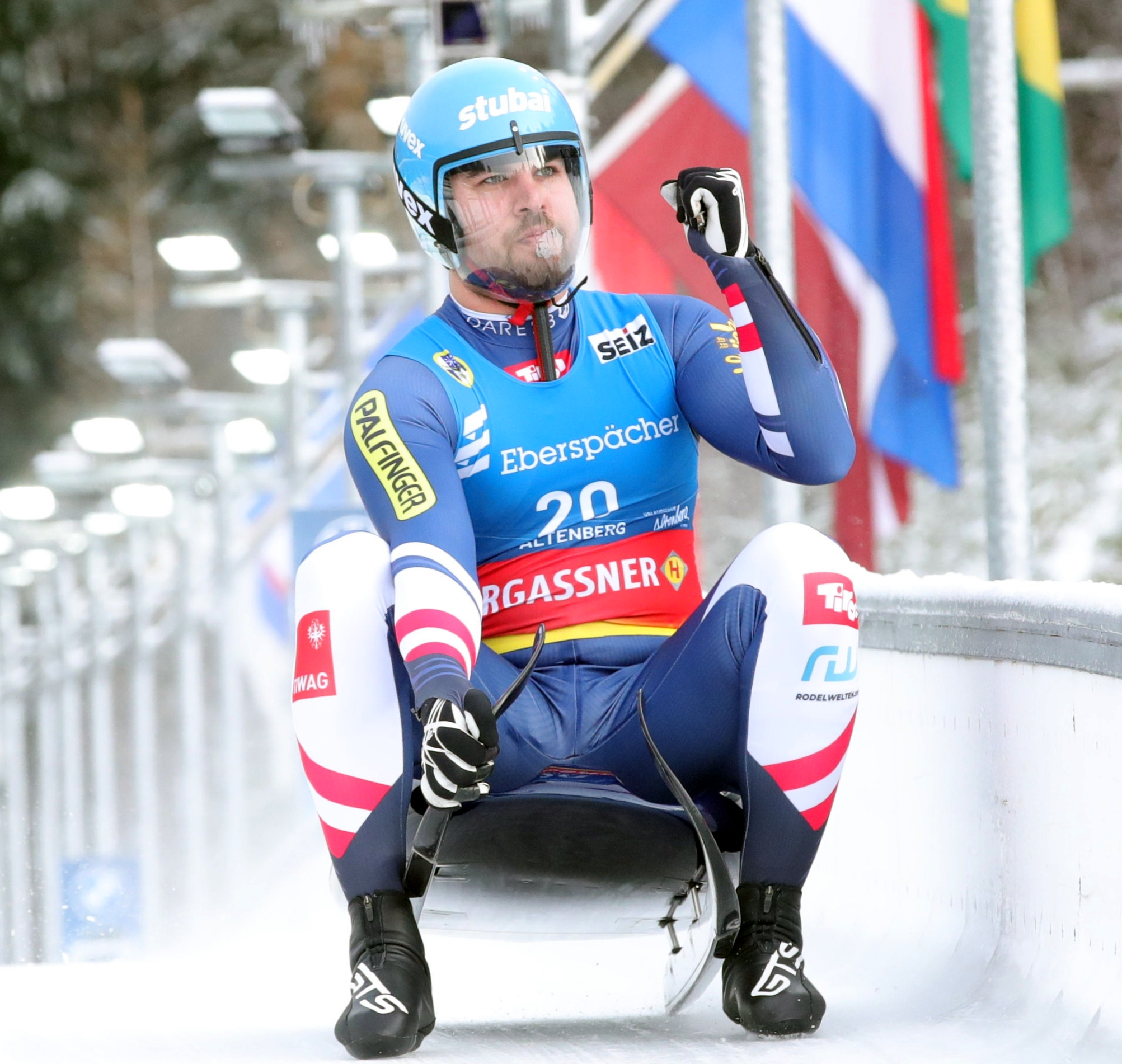
Nico Gleirscher, silvermedaljör

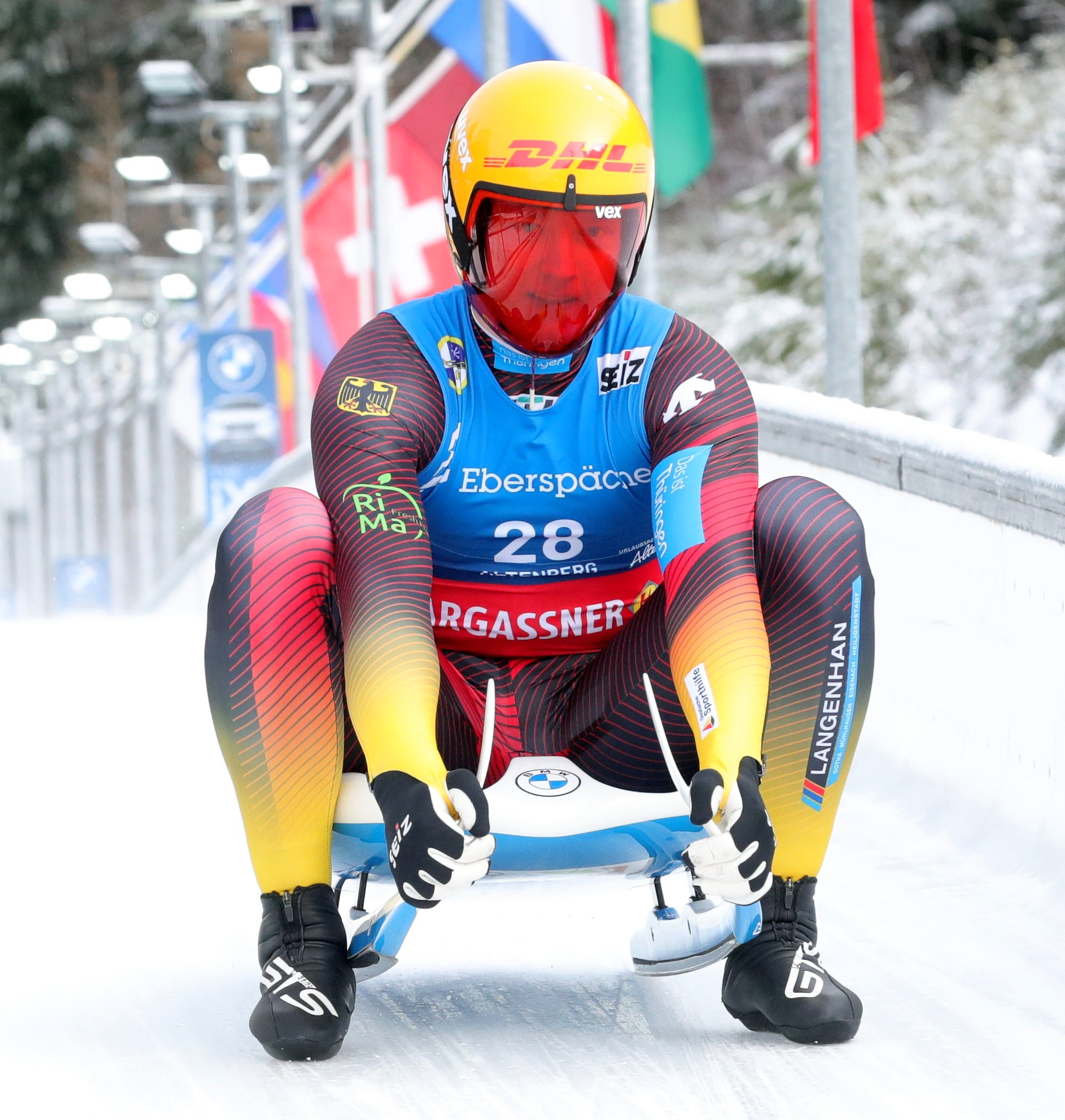
Max Langenhan, bronsmedaljör

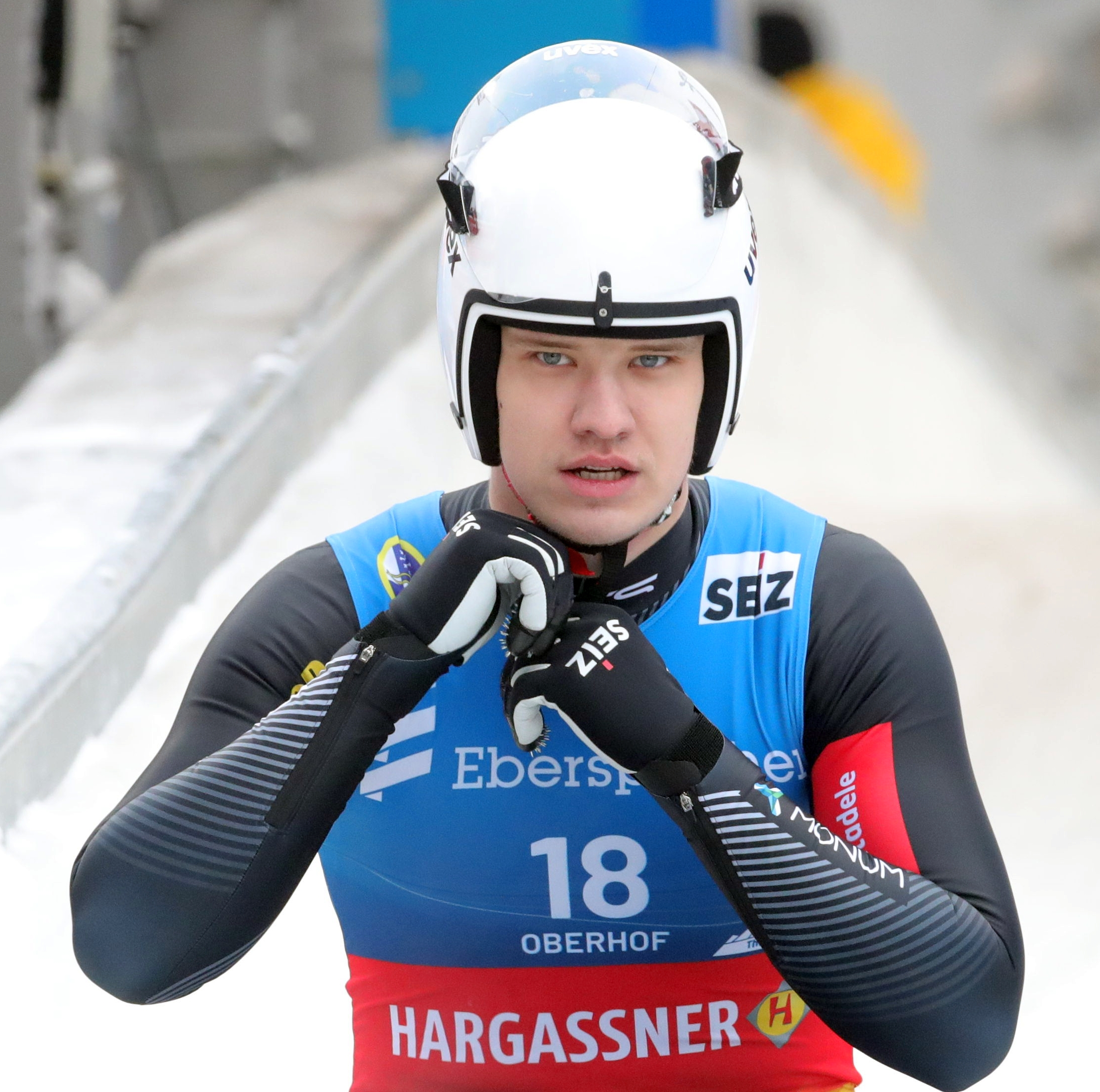
Gints Bērziņš, U23-Europamästare

| Placering | Idrottare                  | Åktider           | Totalt       |
| --------- | -------------------------- | ----------------- | ------------ |
| 01        | Jonas Müller               | 49,288 s 49,367 s | 1.38,655 min |
| 02        | Nico Gleirscher            | 49,469 s 49,512 s | 1:+0,326 s   |
| 03        | Max Langenhan              | 49,599 s 49,484 s | 1:+0,428 s   |
| 04        | Kristers Aparjods          | 49,618 s 49,536 s | 1:+0,499 s   |
| 05        | David Gleirscher           | 49,564 s 49, s    | 1:+0,544 s   |
| 06        | Wolfgang Kindl             | 49,639 s 49,609 s | 1:+0,593 s   |
| 07        | Dominik Fischnaller        | 49,628 s 49,680 s | 1:+0,653 s   |
| 08        | Felix Loch                 | 49,671 s 49,668 s | 1:+0,684 s   |
| 09        | Leon Felderer              | 49,951 s 50,069 s | 1:+1,365 s   |
| 10        | Gints Bērziņš (U23)        | 50,024 s 50,102 s | 1:+1,471 s   |
| 11        | Andrij Mandzij             | 50,104 s 50,095 s | 1:+1,544 s   |
| 12        | Svante Kohala              | 50,128 s 50,200 s | 1:+1,673 s   |
| 13        | Timon Grancagnolo (U23)    | 50,144 s 50,191 s | 1:+1,677 s   |
| 14        | Lukas Peccei (U23)         | 50,133 s 50,211 s | 1:+1,689 s   |
| 15        | Jozef Ninis                | 50,183 s 50,189 s | 1:+1,717 s   |
| 16        | Anton Dukatj               | 50,090 s 50,397 s | 1:+1,832 s   |
| 17        | David Nößler (U23)         | 50,299 s 50,222 s | 1:+1,866 s   |
| 18        | Alex Gufler (U23)          | 50,254 s 50,296 s | 1:+1,895 s   |
| 19        | Marián Skupek (U23)        | 50,571 s 50,229 s | 1:+2,145 s   |
| 20        | Valentin Crețu             | 50,242 s 50,602 s | 1:+2,189 s   |
| 21        | Mateusz Sochowicz          | 50,573 s 50,309 s | 1:+2,227 s   |
| 22        | Kaspars Rinks (U23)        | 50,352 s 50,555 s | 1:+1,252 s   |
| 23        | Mirza Nikolajev (U23)      | 50,818 s 50,599 s | 1:+2,762 s   |
| 24        | Danyil Martsinovskyi (U23) | 50,777 s 51,097 s | 1:+3,219 s   |
| 25        | Christian Bosman (U23)     |                   |              |
| 26        | Eduard-Mihai Crăciun       |                   |              |
| 27        | Lovro Kovačić (U23)        |                   |              |
| 28        | Hamza Pleho (U23)          |                   |              |
| 29        | Walter Vikström            |                   |              |
| 30        | Tian Badžukov (U23)        |                   |              |

### Damdubbel

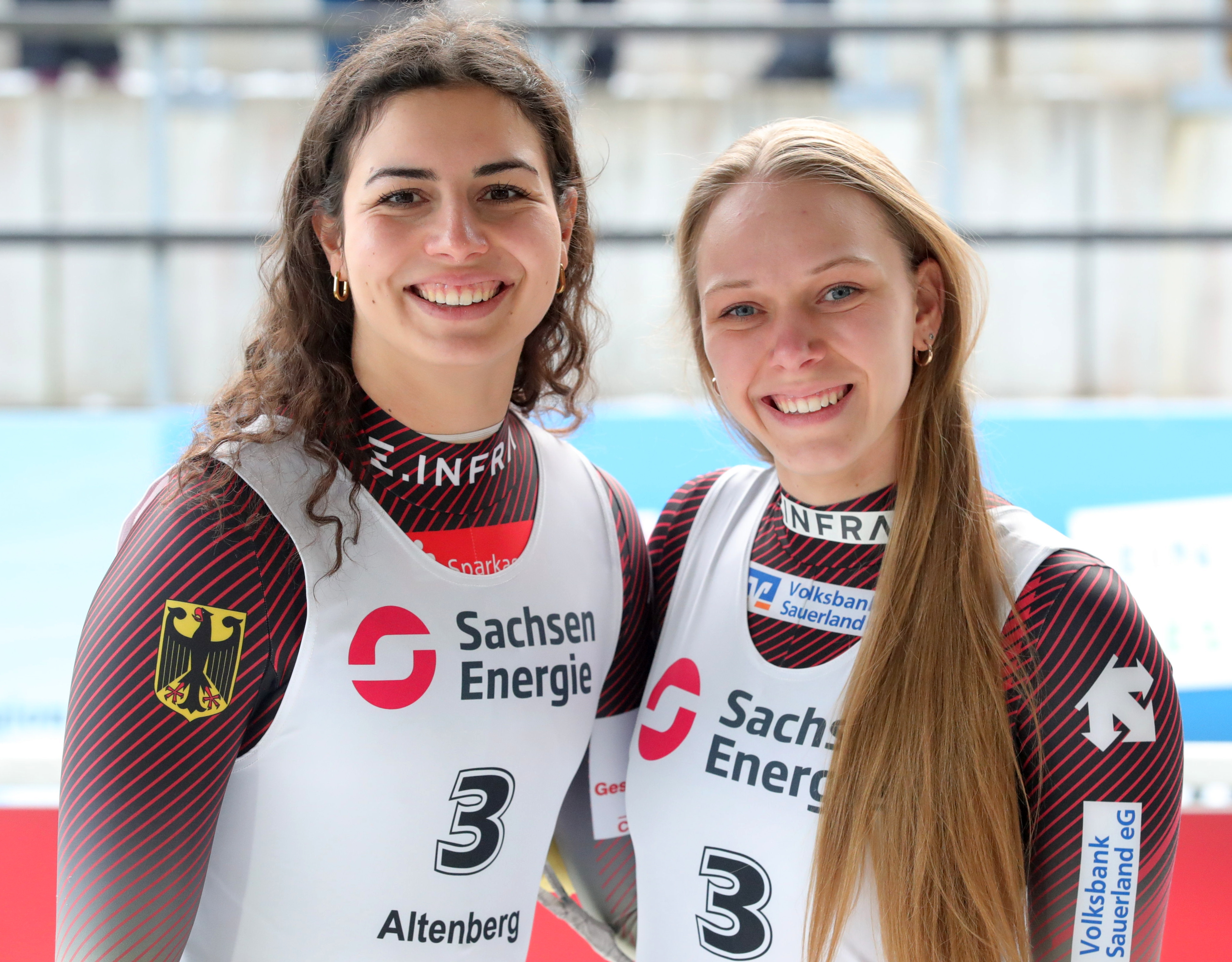
Degenhardt/Rosenthal, Europamästare

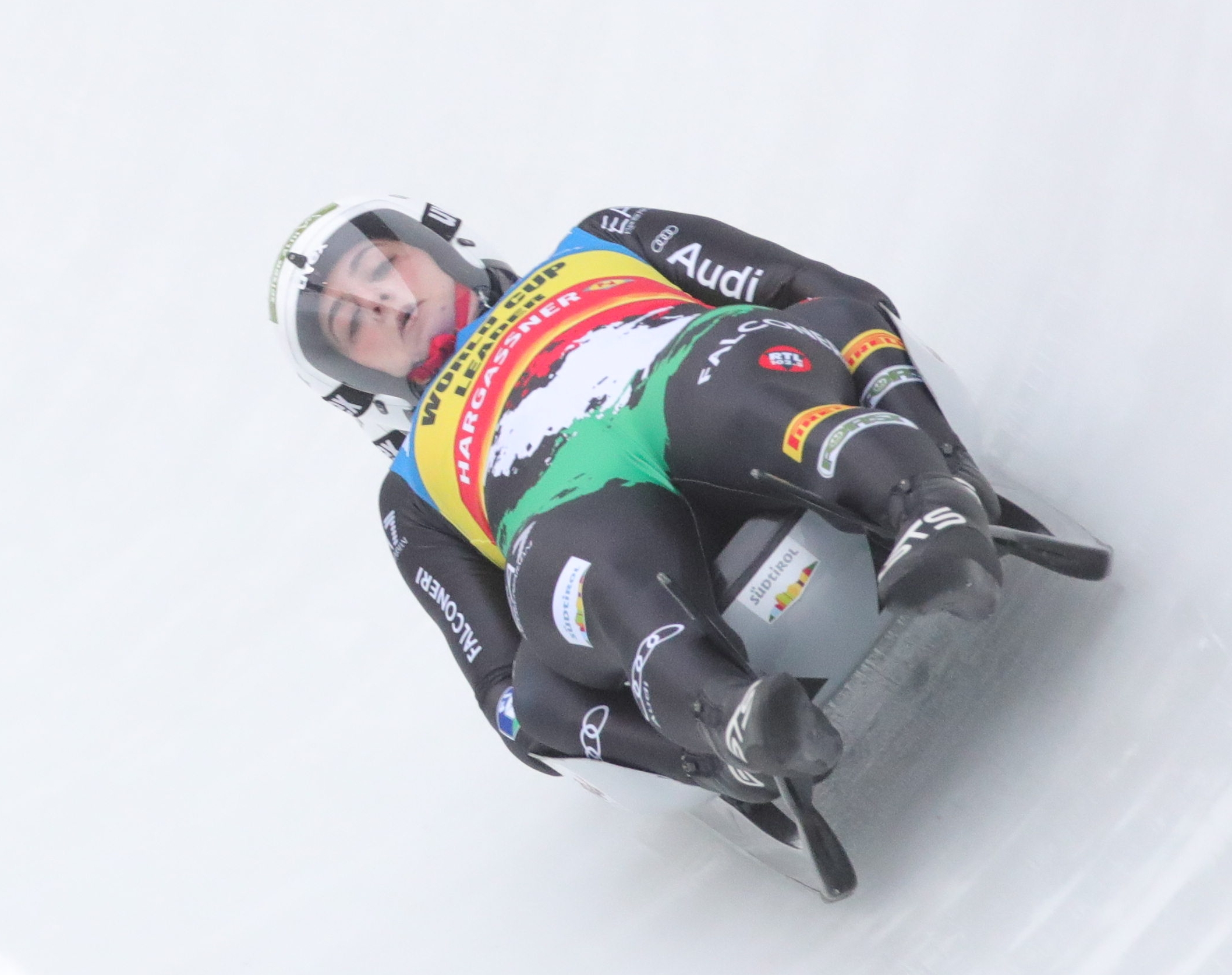
Vötter/Oberhofer, silvermedaljörer

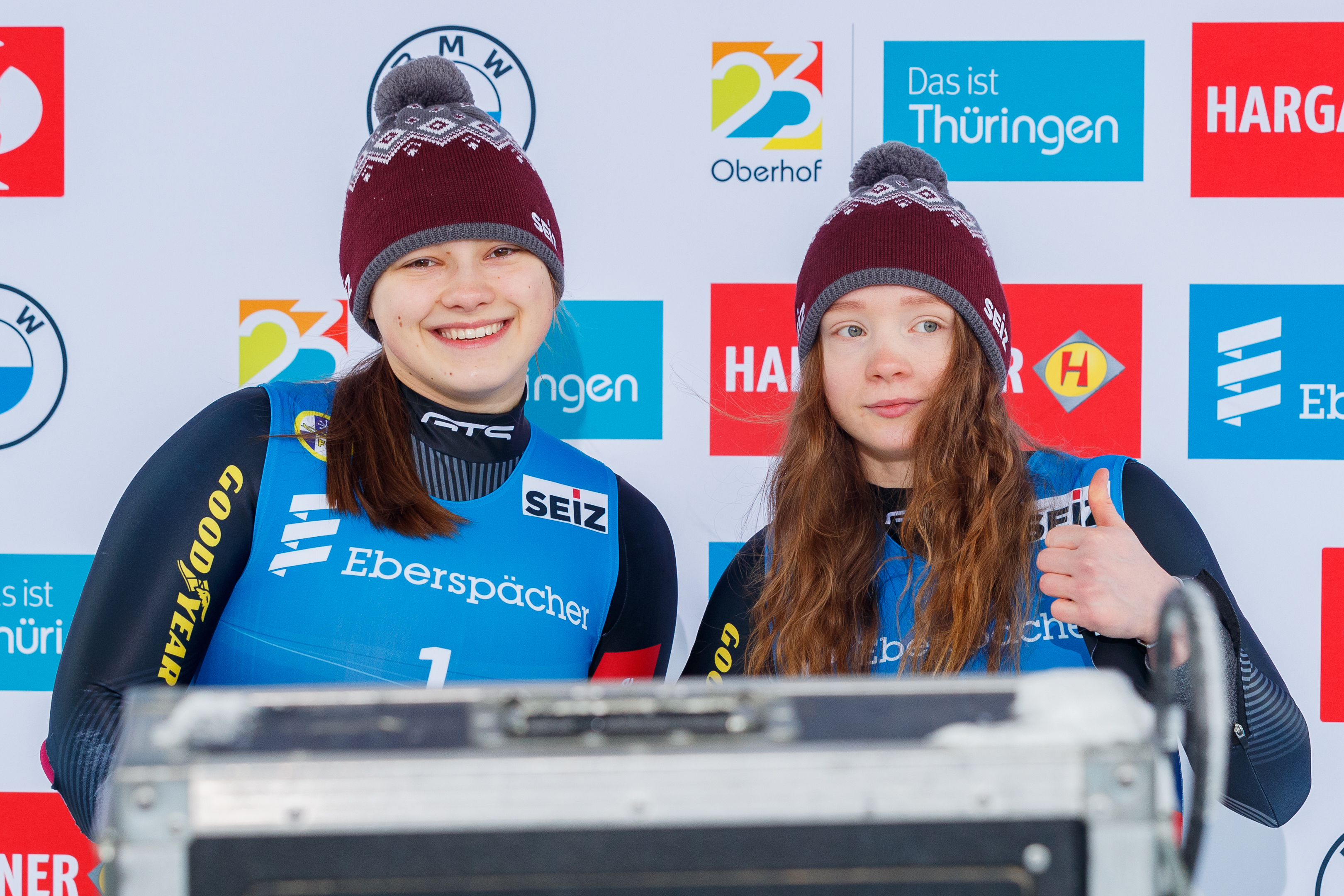
Robežniece/Bogdanova, U23-Europamästare

| Placering | Idrottare                                      | Åktider            | Totalt       |
| --------- | ---------------------------------------------- | ------------------ | ------------ |
| 01        | Jessica Degenhardt / Cheyenne Rosenthal        | 40,114 s 40,064 s  | 1.20,178 min |
| 02        | Andrea Vötter / Marion Oberhofer               | 40,7070 s 40,122 s | 1:+0,014 s   |
| 03        | Marta Robežniece / Kitija Bogdanova (U23)      | 40,262 s 40,176 s  | 1:+0,260 s   |
| 04        | Anda Upīte / Zane Kaluma                       | 40,207 s 40,272 s  | 1:+0,301 s   |
| 05        | Dajana Eitberger / Saskia Schirmer             | 40,494 s 40,184 s  | 1:+0,500 s   |
| 06        | Lisa Zimmermann / Dorothea Schwarz (U23)       | 40,310 s 40,382 s  | 1:+0,514 s   |
| 07        | Selina Egle / Lara Kipp (U23)                  | 40,035 s 43,046 s  | 1:+0,517 s   |
| 08        | Elisa Storch / Pauline Patz (U23)              | 40,449 s 40,474 s  | 1:+0,745 s   |
| 09        | Viktorija Ziediņa / Selīna Zvilna (U23)        | 40,449 s 40,474 s  | 1:+0,870 s   |
| 10        | Raluca Strămăturaru / Mihaela-Carmen Manolescu | 40,492 s 40,649 s  | 1:+0,963 s   |
| 11        | Olena Stetskiv / Oleksandra Mokh               | 40,678 s 40,591 s  | 1:+1,091 s   |
| 12        | Anna Čežíková / Lucie Jansová (U23)            | 40,799 s 40,815 s  | 1:+1,436 s   |
| 13        | Nikola Domowicz / Dominika Piwkowska (U23)     | 40,906 s 40,843 s  | 1:+1,571 s   |
| 14        | Natasha Khytrenko / Viktoriia Koval (U23)      | 40,930 s 40,980 s  | 1:+1,732 s   |

### Herrdubbel

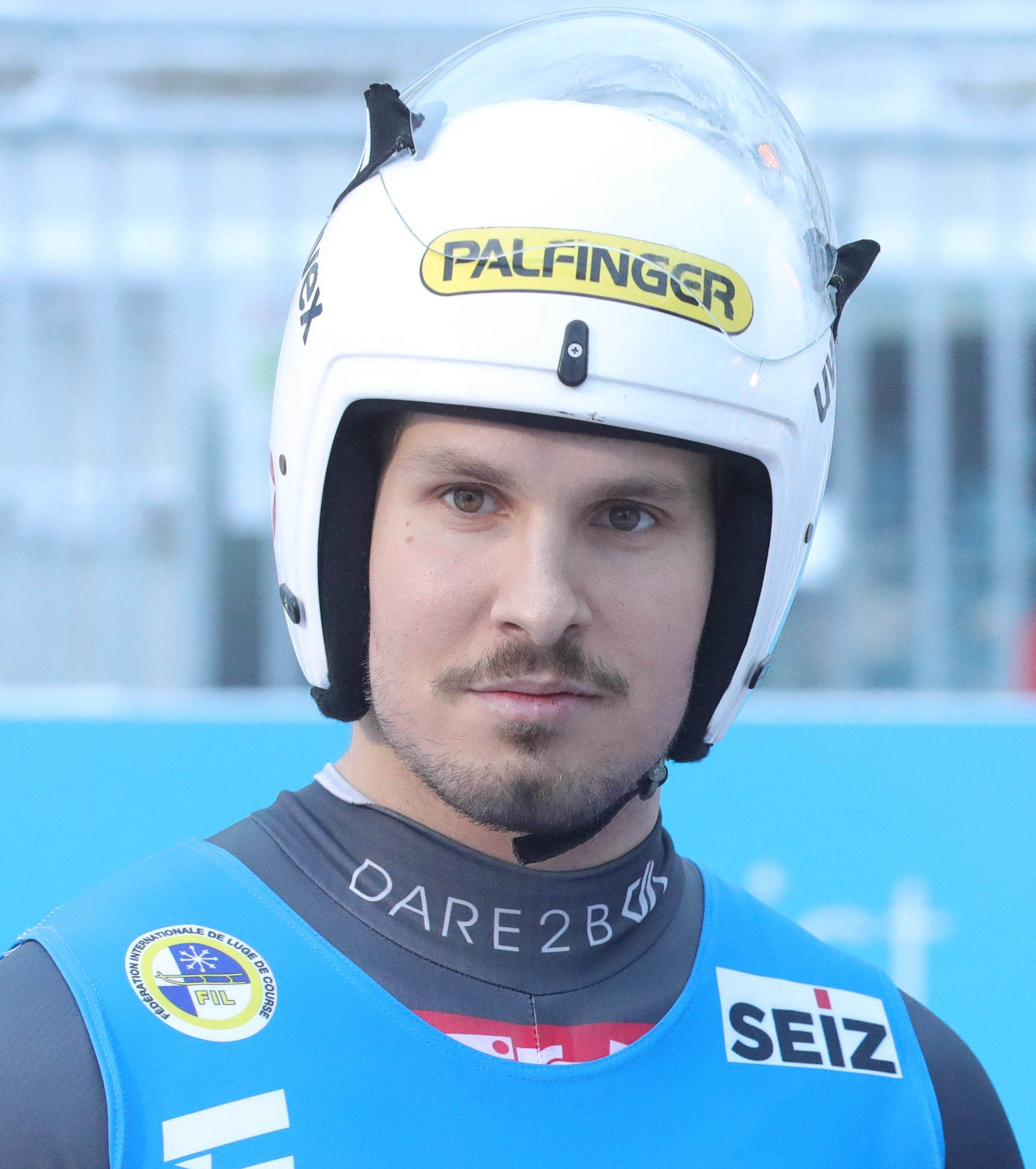
Thomas Steu, Europamästare

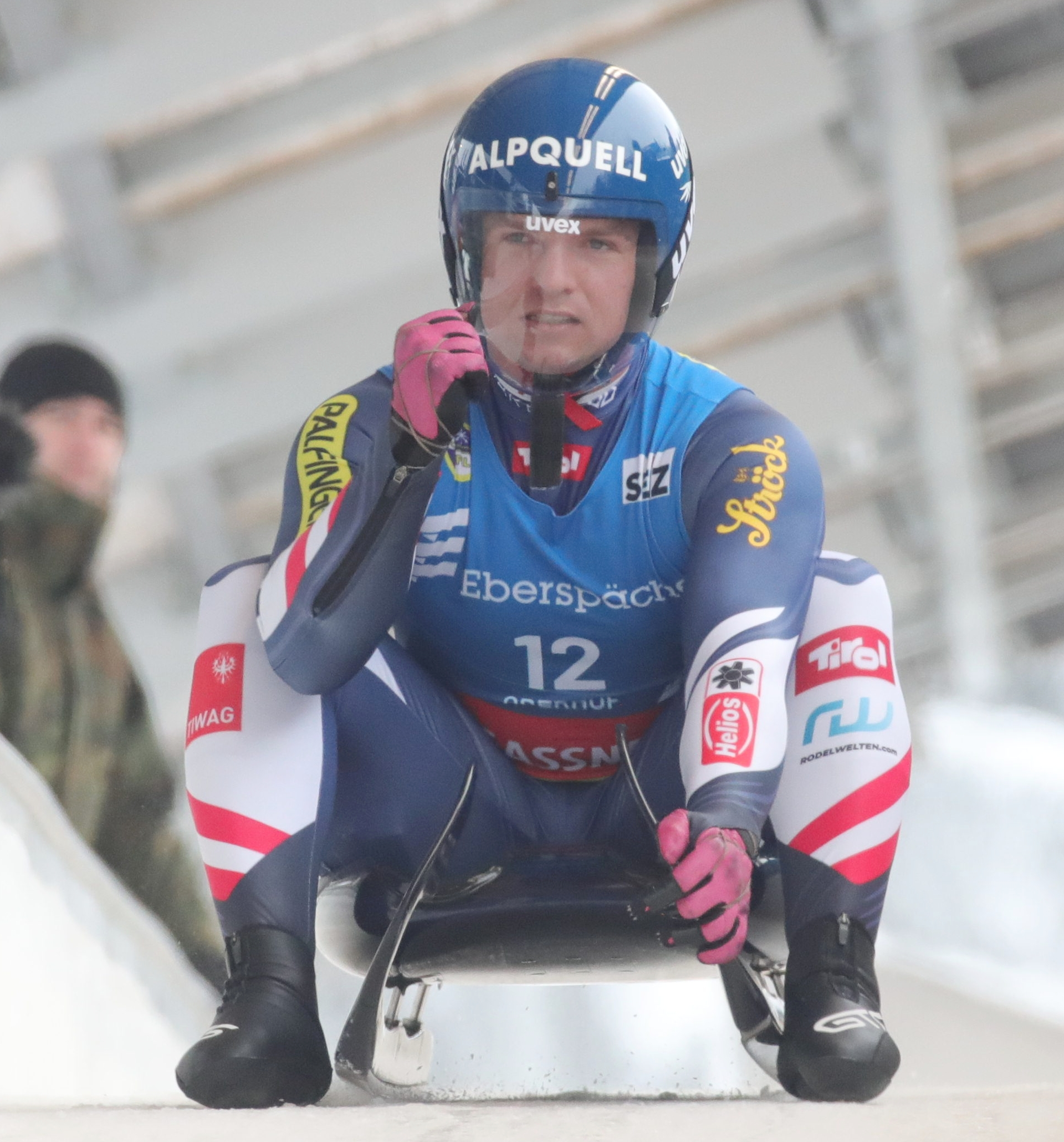
Wolfgang Kindl, Europamästare

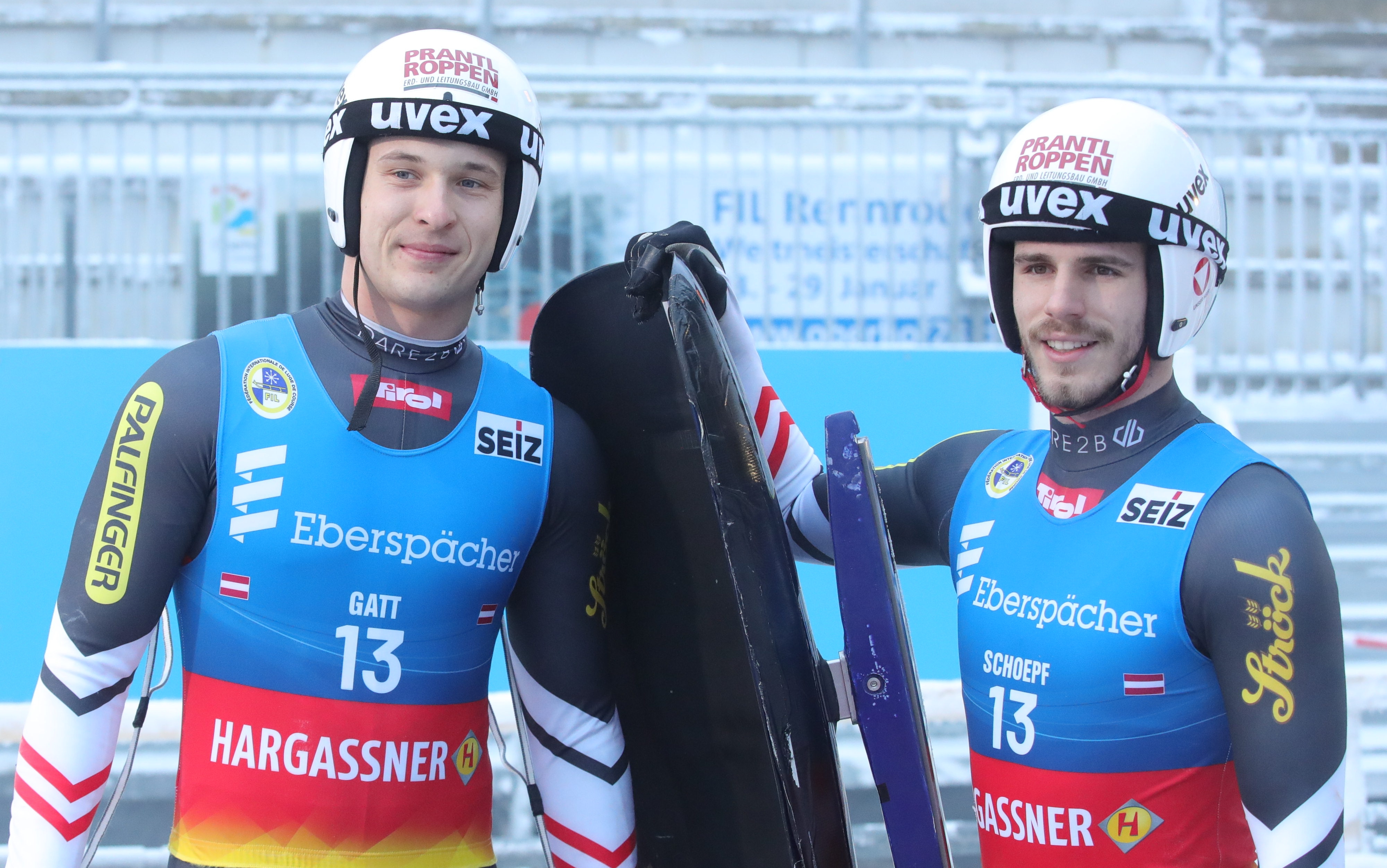
Gatt/Schöpf, U23-Europamästare

| Placering | Idrottare                                        | Åktider           | Totalt       |
| --------- | ------------------------------------------------ | ----------------- | ------------ |
| 01        | Thomas Steu / Wolfgang Kindl                     | 39,344 s 39,346 s | 1.18,690 min |
| 02        | Mārtiņš Bots / Roberts Plūme                     | 39,414 s 39,448 s | 1:+0,172 s   |
| 03        | Tobias Wendl / Tobias Arlt                       | 39,510 s 39,476 s | 1:+0,296 s   |
| 04        | Hannes Orlamünder / Paul Gubitz                  | 39,506 s 39,574 s | 1:+0,390 s   |
| 05        | Emanuel Rieder / Simon Kainzwaldner              | 39,531 s 39,556 s | 1:+0,397 s   |
| 06        | Yannick Müller / Armin Frauscher                 | 39,662 s 39,643 s | 1:+0,615 s   |
| 07        | Ivan Nagler / Fabian Malleier                    | 39,632 s 39,679 s | 1:+0,621 s   |
| 08        | Juri Gatt / Riccardo Schöpf (U23)                | 39,405 s 40,181 s | 1:+0,896 s   |
| 09        | Ludwig Rieder / Lukas Gufler                     | 39,825 s 39,798 s | 1:+0,933 s   |
| 10        | Raimonds Baltgalvis / Vitalijs Jegorovs (U23)    | 39,846 s 39,810 s | 1:+0,966 s   |
| 11        | Moritz Jäger / Valentin Steudte (U23)            | 39,803 s 39,856 s | 1:+0,969 s   |
| 12        | Eduards Ševics-Mikeļševics / Lūkass Krasts (U23) | 39,728 s 39,960 s | 1:+0,998 s   |
| 13        | Wojciech Chmielewski / Jakub Kowalewski          | 39,789 s 39,970 s | 1:+1,069 s   |
| 14        | Tomáš Vaverčák / Matej Zmij                      | 39,970 s 40,016 s | 1:+1,296 s   |
| 15        | Tudor-Ștefan Handaric / Sebastian Motzca (U23)   | 40,111 s 40,153 s | 1:+1,574 s   |
| 16        | Christian Bosman / Michal Macko (U23)            | 40,176 s 40,202 s | 1:+1,688 s   |
| 17        | Ihor Hoi / Nazarii Kachmar                       | 40,155 s 40,275 s | 1:+1,740 s   |
| 18        | Marian Gîtlan / Darius Şerban                    | 40,224 s 40,508 s | 1:+2,042 s   |
| 19        | Vadym Mykyievych / Bohdan Babura (U23)           |                   |              |

### Lagstafett

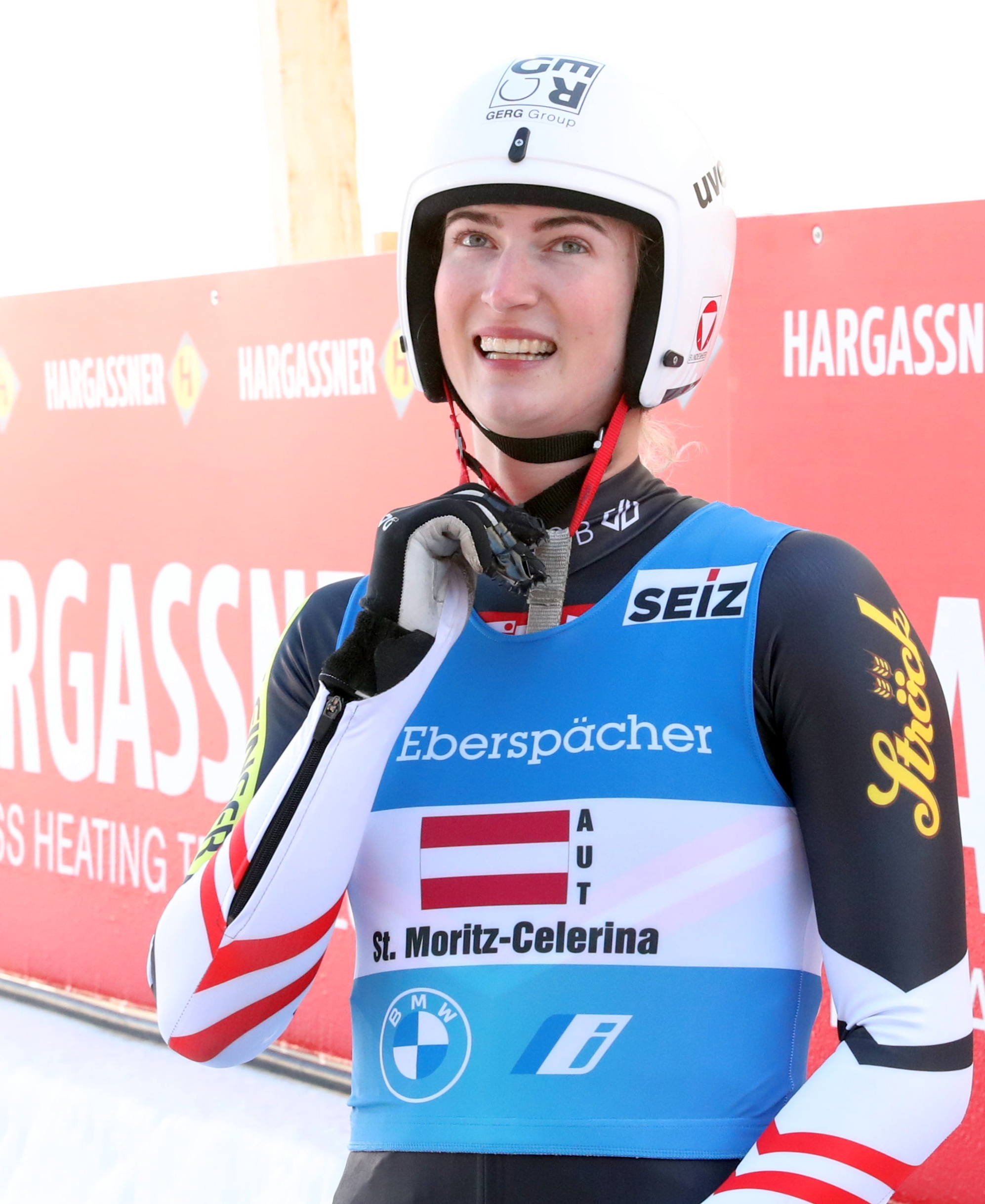
Madeleine Egle

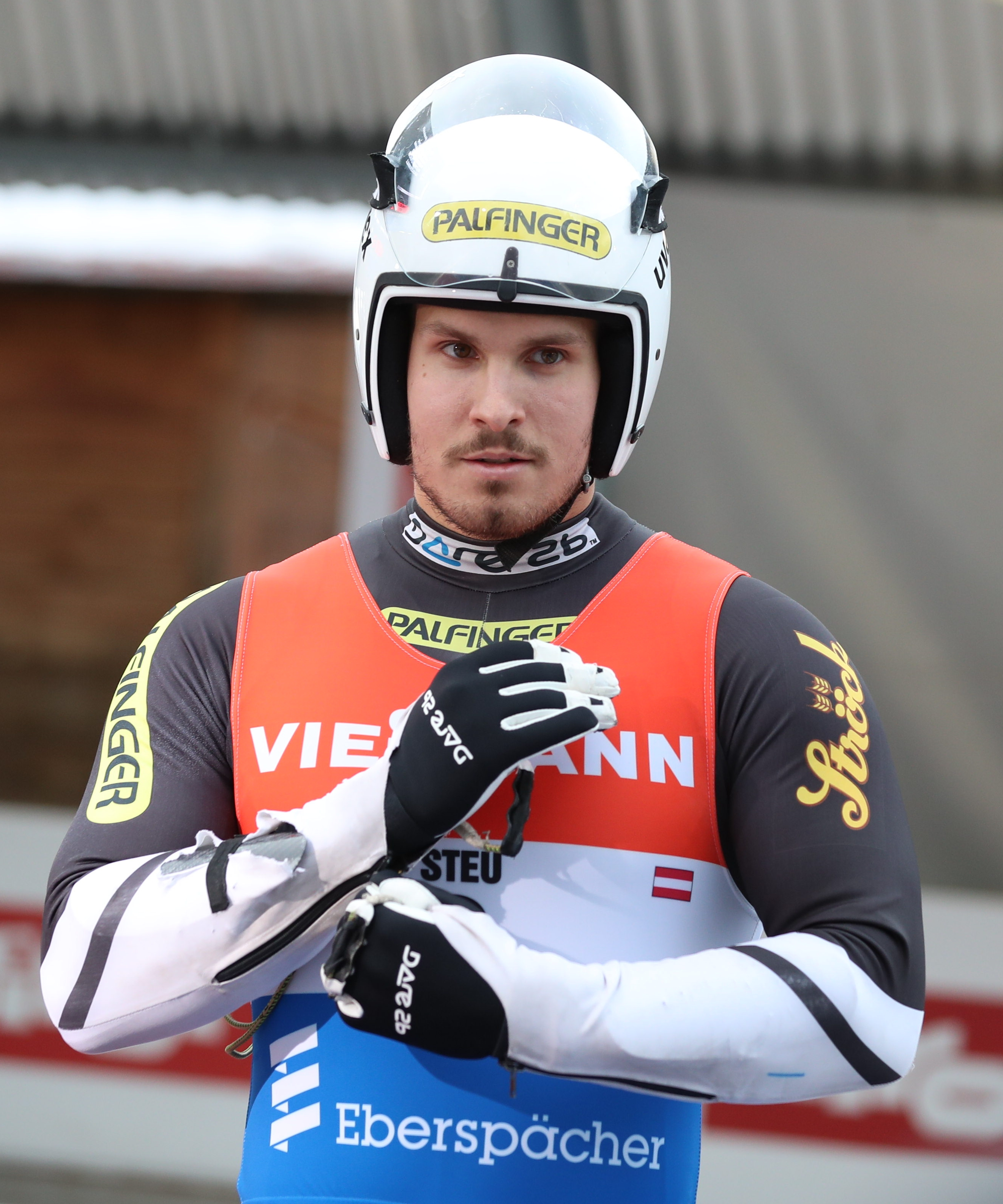
Thomas Steu

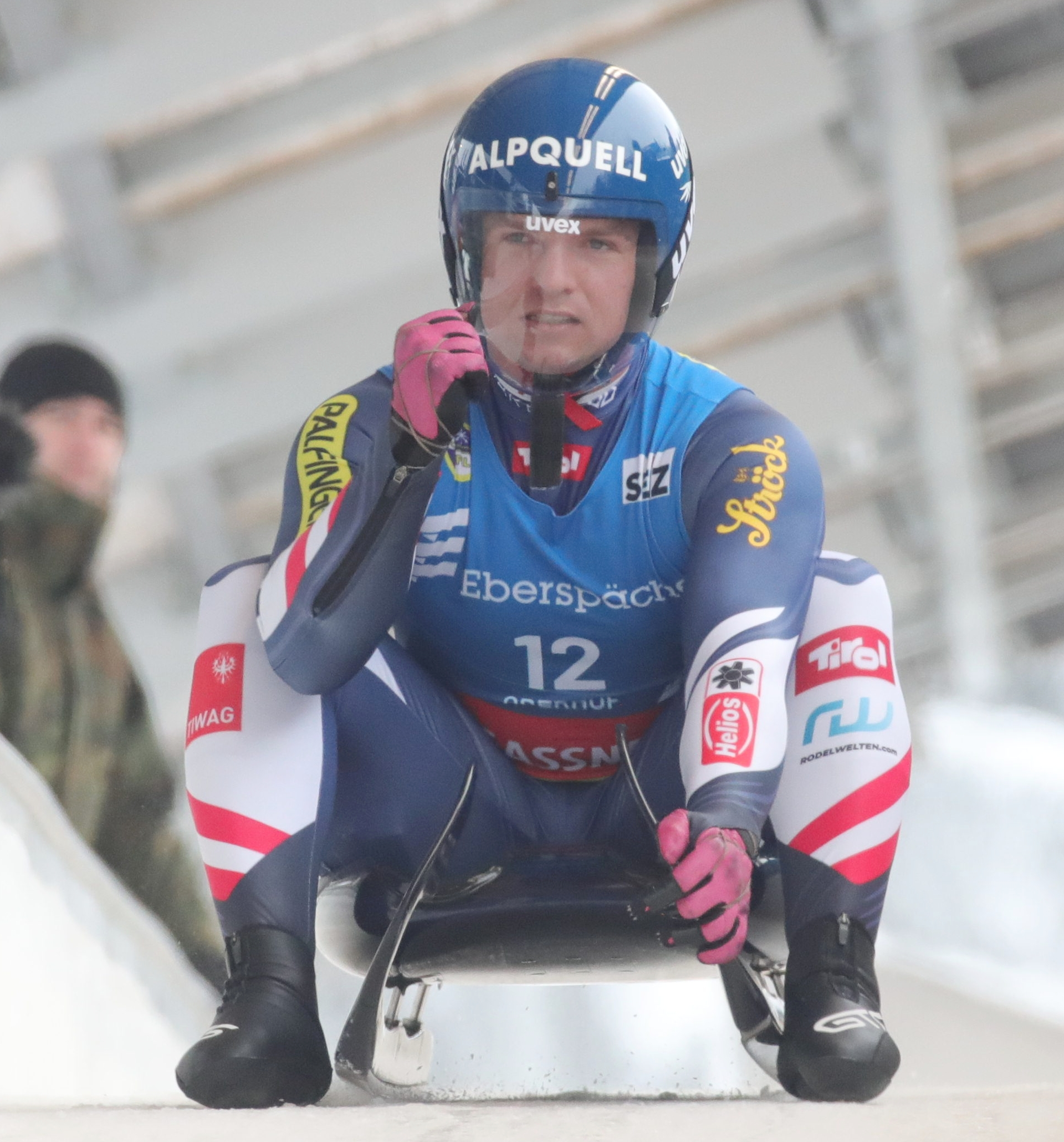
Wolfgang Kindl

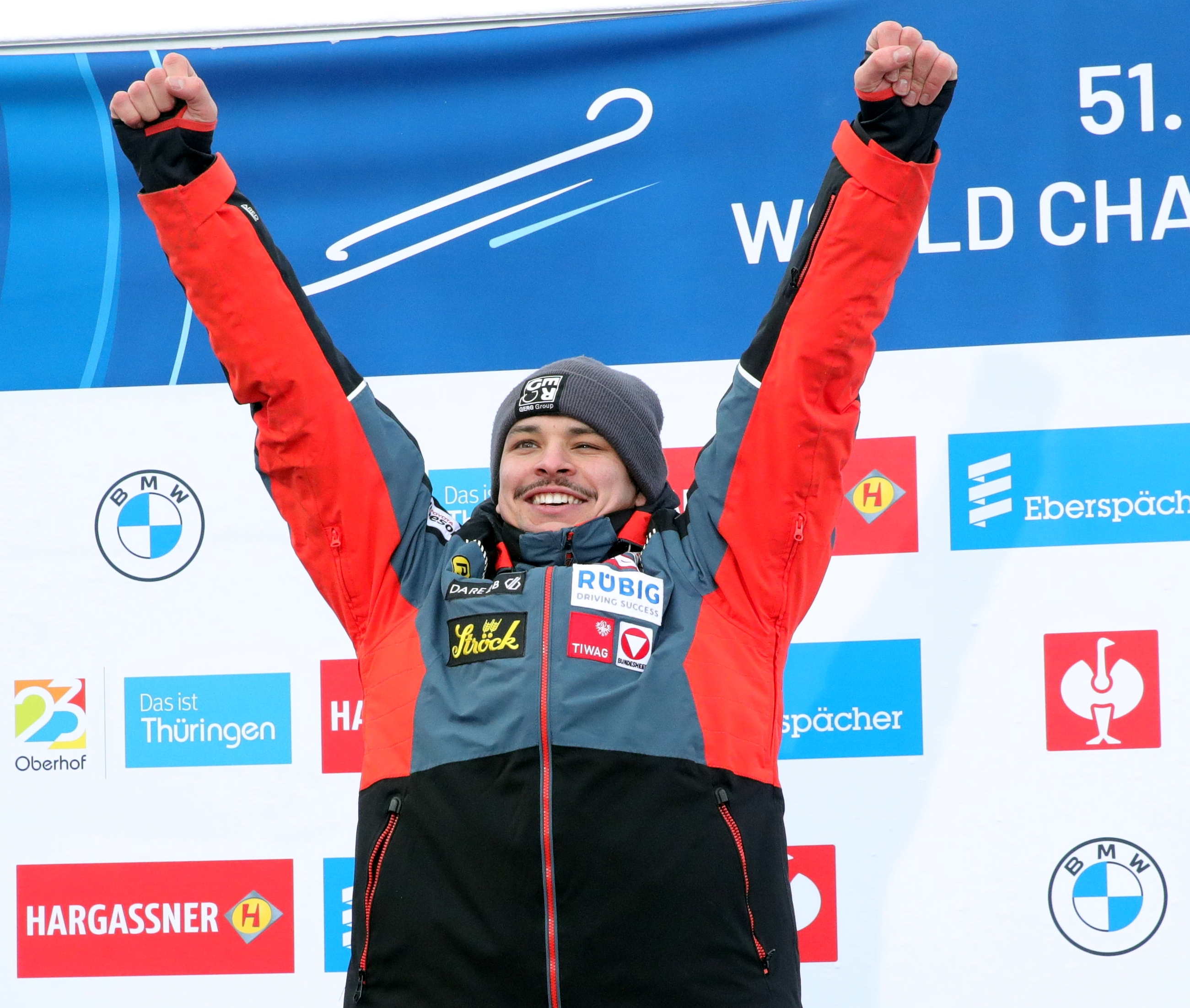
Jonas Müller

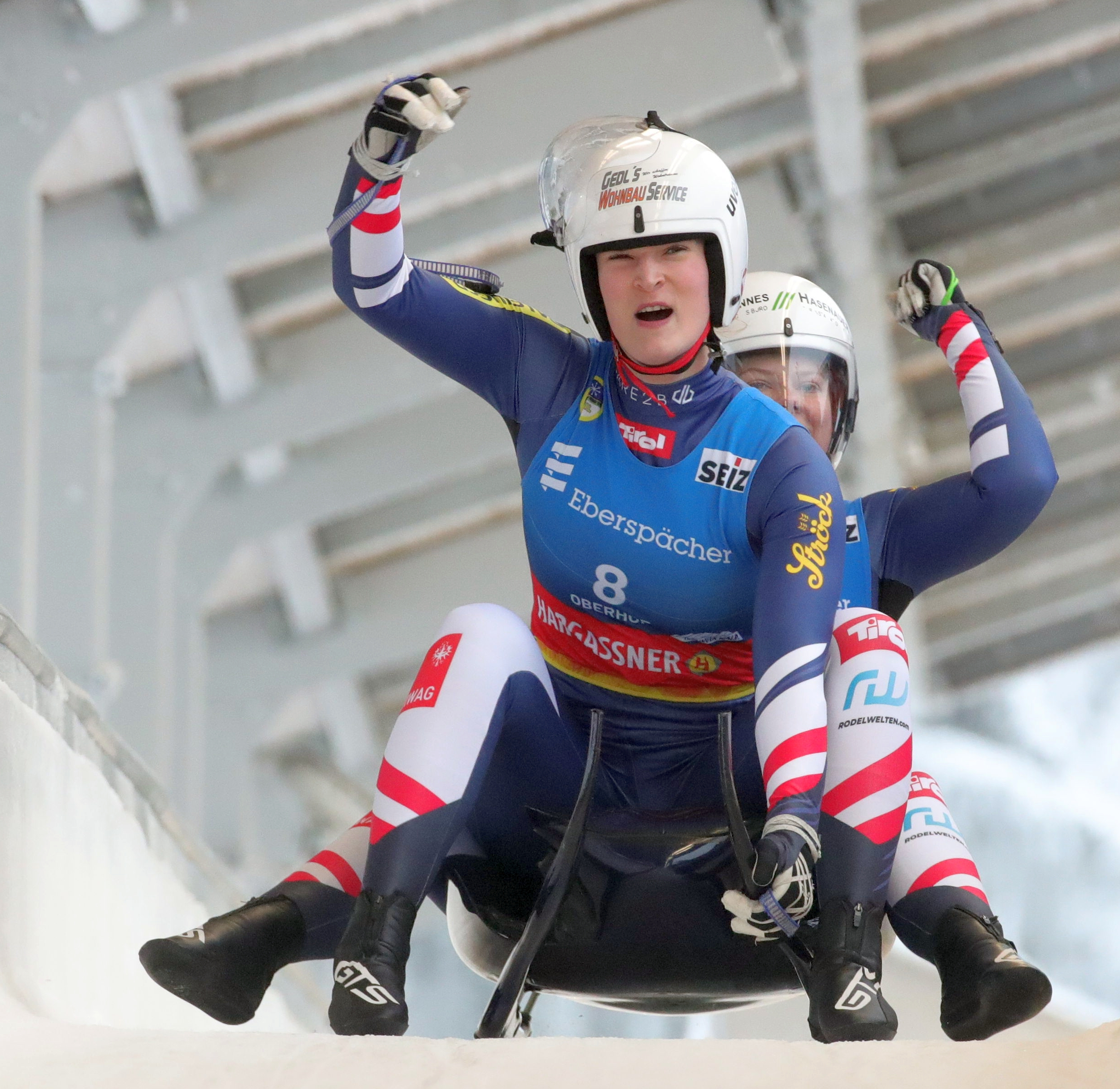
Egle/Kipp

| Placering | Idrottare | Tid          |
| --------- | --- | ------------ |
| 01        | ÖsterrikeMadeleine Egle Thomas Steu / Wolfgang Kindl Jonas Müller Selina Egle / Lara Kipp                                            | 2.52,190 min |
| 02        | TysklandJulia Taubitz Tobias Wendl / Tobias Arlt Max Langenhan Jessica Degenhardt / Cheyenne Rosenthal                               | 1:+0,186 s   |
| 03        | ItalienVerena Hofer Emanuel Rieder / Simon Kainzwaldner Dominik Fischnaller Andrea Vötter / Marion Oberhofer                         | 1:+0,461 s   |
| 04        | LettlandElīna Ieva Vītola Mārtiņš Bots / Roberts Plūme Kristers Aparjods Marta Robežniece / Kitija Bogdanova                         | 1:+1,095 s   |
| 05        | UkrainaJulianna Tunytska Ihor Hoi / Nazarii Kachmar Andrij Mandzij Olena Stetskiv / Oleksandra Mokh                                  | 1:+3,299 s   |
| 06        | RumänienIoana-Corina Buzatoiu Tudor-Ștefan Handaric / Sebastian Motzca Valentin Crețu Raluca Strămăturaru / Mihaela-Carmen Manolescu | 1:+3,848 s   |
| 07        | PolenKlaudia Domaradzka Wojciech Chmielewski / Jakub Kowalewski Mateusz Sochowicz Nikola Domowicz / Dominika Piwkowska               | 1:+4,033 s   |

## Medaljtabell
U23-medaljer räknas inte med i den allmänna medaljtabellen.
| Nr                  | Nation              | Guld | Silver | Brons | Totalt |
| ------------------- | ------------------- | ---- | ------ | ----- | ------ |
| 1                   | Österrike           | 4    | 1      | 0     | 5      |
| 2                   | Tyskland            | 1    | 2      | 3     | 6      |
| 3                   | Italien             | 0    | 1      | 1     | 2      |
| 3                   | Lettland            | 0    | 1      | 1     | 2      |
| Totalt (4 nationer) | Totalt (4 nationer) | 5    | 5      | 5     | 15     |

Medaljtabell U23
| Nr                  | Nation              | Guld | Silver | Brons | Totalt |
| ------------------- | ------------------- | ---- | ------ | ----- | ------ |
| 1                   | Lettland            | 2    | 1      | 0     | 3      |
| 2                   | Österrike           | 1    | 1      | 1     | 3      |
| 3                   | Italien             | 1    | 0      | 1     | 2      |
| 4                   | Tyskland            | 0    | 2      | 2     | 4      |
| Totalt (4 nationer) | Totalt (4 nationer) | 4    | 4      | 4     | 12     |